# Кларк, Дмитрий Васильевич
Дмитрий Васильевич Кларк (1828 или 1829, Нижегородская губерния — 1886, Германия) — русский шахматист.

## Биография
Представитель рода Кларков, родился в семье управителя Александровского пушечно-литейного завода в Петрозаводске горного инженера Бэзила (Василия) Егоровича Кларка, приехавшего в Россию в 1798 году.
В 1851 году окончил Институт Корпуса горных инженеров.
Служил приставом Черепановского рудника, помощником управителя Змеиногорской конторы, управителем Салаирской конторы, в 1872—1883 — управителем Барнаульского сереброплавильного завода. Подполковник, статский советник.
Опубликовал более 500 шахматных задач в журналах «Всемирная иллюстрация», «Живописное обозрение», «Шахматный листок», «Chess Monthly», «L'Échiquier d’Aix», «La Stratégie», «Westminster Papers» и др. Остался неизданным его сборник.
Также печатал шашечные задачи.
С 1883 по 1886 год жил в Санкт-Петербурге, затем уехал на лечение в Германию, где и умер.